# Novi Lički Osik
Novi Lički Osik je gradsko naselje podignuto 1950-ih godina. Primjer je realsocijalističkih novih gradova. Podignut je uz novosagrađenu tvornicu oružja Marko Orešković Lika (tada imena Ivan Gošnjak). U njega su naseljeni pretežno Srbi. Nakon velikosrpske pobune 1991. pobunjeni Srbi preimenovali su naselje u Teslingrad. U urbanističko-arhitektonskom smislu rezultat je socijalizma. Neposredno poslije Drugoga svjetskog rata donesena je odluka da se u Lici izgradi veliki industrijski sklop metaloprerađivačke industrije koji je trebao raditi za potrebe tadašnjeg vojno-obrambenog sustava. S obzirom na planiranih 1500 radnika u tvornici, odlučeno je da se uz tvornicu izgradi i novi grad. Novi Lički Osik planiran je kao novi industrijski grad, nedaleko od Ličkog Osika, ali ostvaren kao samostalna cjelina sa svim potrebnim sadržajima. Planirano je da u njemu živi 4.000-5.000 stanovnika, no nikad se nije prešlo 3.000 stanovnika. Već 1948. izrađen je prvi regulacijski plan. 1950. godine osnovana je tvrtka Ivan Gošnjak. 1952. izrađeni su novi regulacijski planovi. Prostorni koncept grada zamišljen je u duhu modernizma i funkcionalizma. Grad je trebao je predstavljati samoodrživi industrijski grad radničke klase u kojem postoje sve osnovne gradske funkcije i stvarno su prostor bio sustavno promišljen. Urbanističko planiranje neprekidno je do sredine 1980-ih godina kada su rađeni generalni urbanistički plan i provedbeni planovi za pojedine gradske predjele. Nakon velikosrpske pobune 1990. i okupacije, Novi Lički Osik našao se u pobunjeničkoj paradržavi i preimenovali su ga u Teslingrad. Uoči i tijekom oslobađanja u Oluji 1995., veliki broj stanovnika srpske nacionalnosti napustio je Lički Osik. U ispražnjeni grad naselili su se Hrvati izbjegli i prognani u ratnim stradanjima u Bosni i Hercegovini.